# رحیم‌آباد، سوات
رحیم آباد (به انگلیسی: Rahimabad) یک منطقهٔ مسکونی در پاکستان است که در خیبر پختونخوا واقع شده‌است.